# Droga krajowa 80

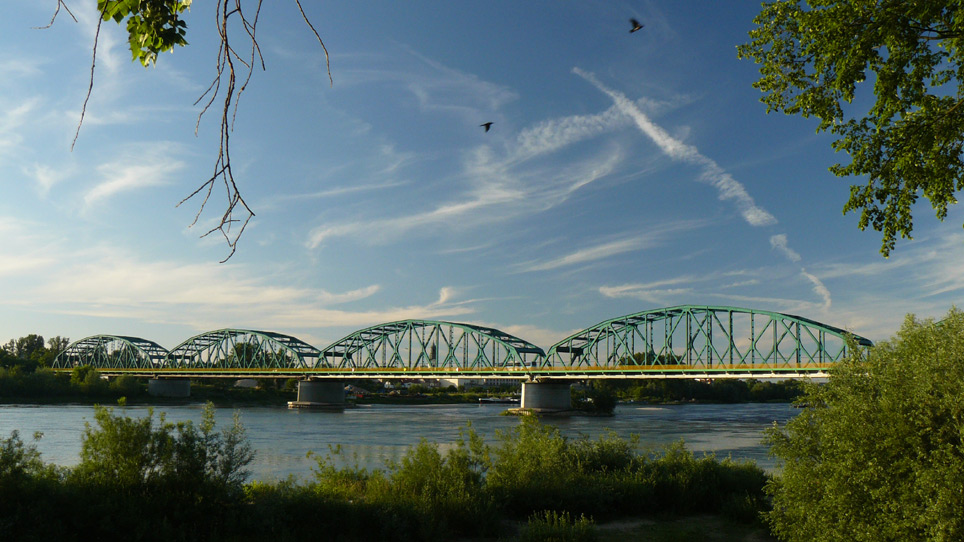
Weichselbrücke in Bydgoszcz-Fordon

Die Droga krajowa 80 (DK80) ist eine Landesstraße in Polen. Sie setzt rund 11 Kilometer westlich von Bydgoszcz (Bromberg) an der Schnellstraßenumfahrung die DK10 in Richtung auf das Stadtzentrum fort, in dem sie die DK5 (E261) kreuzt, überquert in Bydgoszcz-Fordon auf der Rudolf-Modrzejewski-Brücke die Weichsel und verläuft nahe dem rechten Ufer der Weichsel in ostsüdöstlicher Richtung nach Toruń (Thorn), wo sie die DK1 und die DK15 kreuzt. Von hier aus verläuft sie noch rund 11 Kilometer in östlicher Richtung, bis sie wieder an die DK10/S10 Anschluss findet, die Toruń südlich umgeht. Die Droga krajowa 80 bildet damit eine rund 66 Kilometer lange Alternativroute zur Droga krajowa 10, die am linken Weichselufer verläuft.

## Wichtige Ortschaften an der Strecke
Woiwodschaft Kujawien-Pommern (województwo kujawsko-pomorskie):
- Bydgoszcz
- Toruń